# سيلفيرو إيزاغويري
سيلفيريو إيزاغوري سورزالبيري (بالإسبانية: Silverio Izaguirre)‏ (المعروف بسيلفيريو، 26 أبريل 1898  - 19 نوفمبر 1935) كان لاعب كرة قدم إسباني، شارك في دورة الألعاب الأوليمبية الصيفية عام 1920.

## وصلات خارجية
- سيلفيرو إيزاغويري على موقع ناشيونال فوتبول تيمز (الإنجليزية)
- سيلفيرو إيزاغويري على موقع أوليمبيديا (الإنجليزية)

- profile